# Niviventer fulvescens
Niviventer fulvescens is een knaagdier uit het geslacht Niviventer dat voorkomt in Zuidoost-Azië. Zijn verspreiding strekt zich uit van Nepal, Noord-India en Zuid-China tot de Indonesische eilanden Sumatra, Java en Bali. De populaties ten zuiden van de Landengte van Kra worden soms beschouwd als een aparte soort, N. bukit. Er is een groot aantal synoniemen. Volgens morfometrische gegevens is N. fulvescens het nauwste verwant aan de Thaise soort N. hinpoon en aan N. fraternus uit Sumatra. Genetische gegevens plaatsten het dier in een groep met N. tenaster, N. coninga, N. confucianus en N. culturatus (verder werd alleen N. langbianis bestudeerd). Er zijn Laat-Pleistocene fossielen van deze soort bekend uit Sichuan en Guizhou.